# Xingeina
Xingeina es un género de escarabajos de la familia Chrysomelidae. El género fue descrito científicamente primero por Chen & Jiang en 1987. Estas son las especies perteneciente a este género:
- Xingeina femoralis Chen, 1987
- Xingeina nigra Chen, 1987
- Xingeina nigrolucens Lopatin, 2006
- Xingeina vittata Chen, 1987